# Antonio Alcántara
José Antonio Alcántara Herrera (ur. 22 lipca 1963 w San Mateo Atenco) – meksykański piłkarz występujący najczęściej na pozycji środkowego obrońcy.